# ×Elyleymus turneri
XElyleymus turneri là một loài thực vật có hoa trong họ Hòa thảo. Loài này được (Lepage) Barkworth & D.R. Dewey miêu tả khoa học đầu tiên năm 1985.